# Sophronica diversipes
Sophronica diversipes là một loài bọ cánh cứng trong họ Cerambycidae.